# Бодлив ринекант
Бодливите ринеканти (Rhinecanthus aculeatus) са вид животни от семейство Балистови (Balistidae).
Те са незастрашен вид.
Таксонът е описан за пръв път от Карл Линей през 1758 година.

## Подвидове
- Rhinecanthus aculeatus aculeatus